# Умарова, Айман
Айман Умарова (родилась 18 марта 1967 в Жамбылской области, Казахстан) — казахстанская юристка-правозащитница. В 2018 году получила Международную женскую премию за отвагу.
Адвокат, член Алматинской областной коллегии адвокатов.
Была представительницей кандидата в президенты Владимира Козлова.
Занимается реабилитацией женщин, связанных с экстремистскими группировками.